# Terre de dragons
 (novembre 2012).
Terre de dragons, anciennement La Planète des Crocodiles jusqu'en 2021, est un parc zoologique et botanique français de 10 000 m2 ouvert depuis août 2008 sur la commune de Civaux dans la Vienne.

## Espèces animales
Terre de dragons présente neuf espèces de crocodiliens et trois espèces de tortues. 
Réparties en six biotopes, les espèces présentées sont :
- le crocodile du Nil (Crocodylus niloticus)
- le crocodile marin (Crocodylus porosus)
- l'alligator de Chine (Alligator sinensis)
- le faux-gavial d'Afrique (Mecistops cataphractus)
- le crocodile nain (Osteolaemus tetraspis)
- le caïman à lunettes (Caiman crocodilus)
- le caïman à museau large (Caiman latirostris)
- l'alligator d'Amérique (Alligator mississippiensis)
- le caïman nain de Cuvier (Paleosuchus palpebrosus)
- la tortue charbonnière (Chelonoidis carbonaria)
- la tortue hargneuse (Chelydra serpentina)
- la tortue de Floride (Trachemys scripta elegans)
- la tortue étoilée de Madagascar (Astrochelys radiata)

## Espèces végétales
Terre de dragons présente aussi des plantes exotiques  : cotonniers, papayers, bananiers, manguiers, etc.

## Galerie

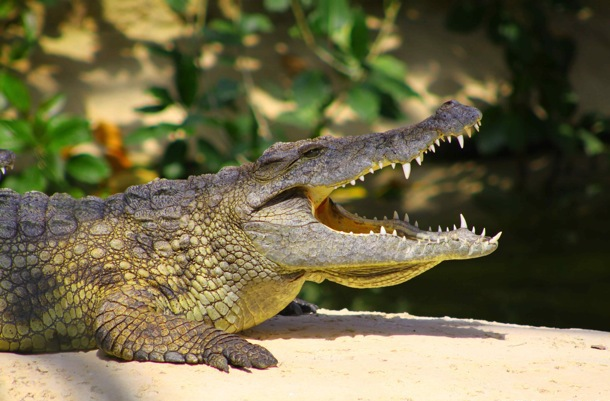
Crocodile du Nil.
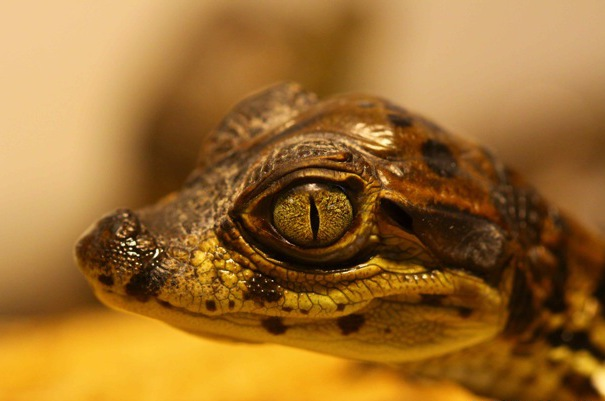
Bébé caïman à lunettes.
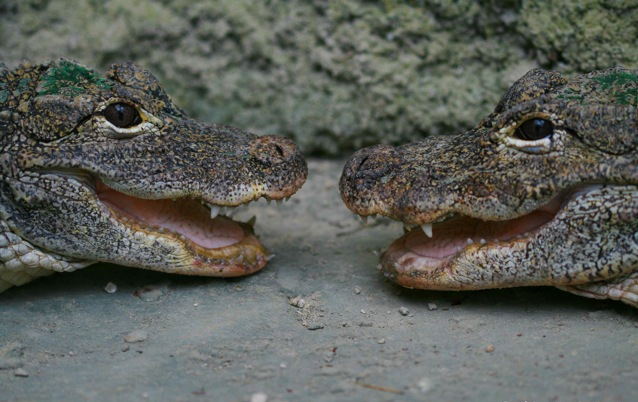
Alligators de Chine.
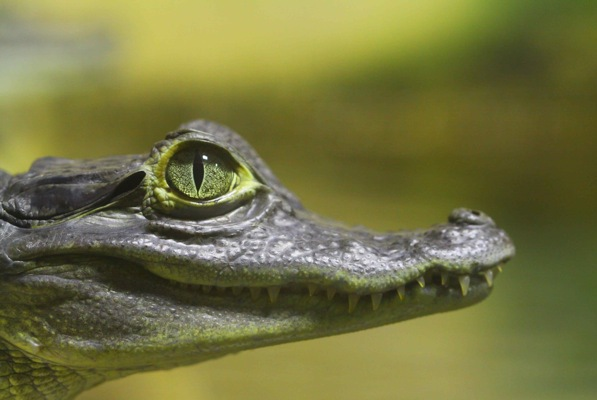
Caïman à lunettes.
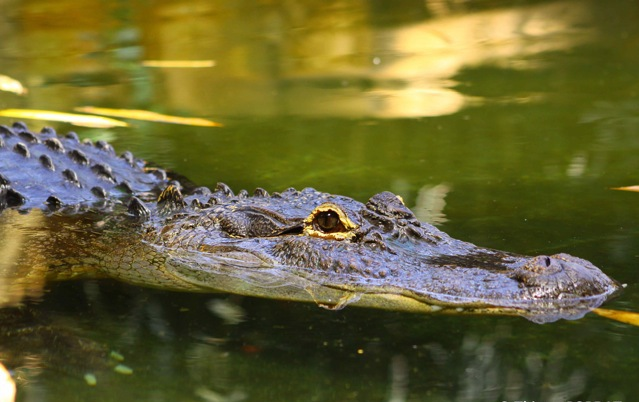
Alligator d'Amérique.
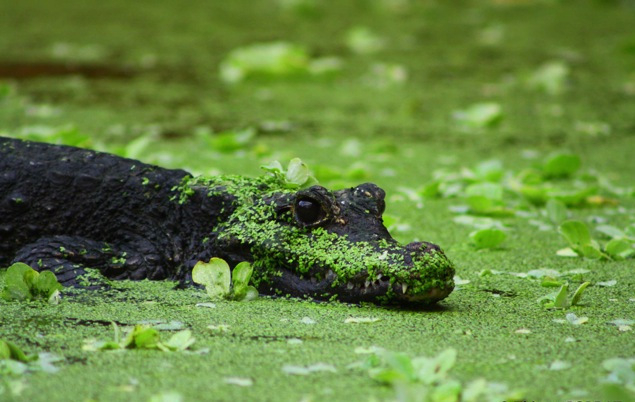
Crocodile nain du bassin d'Afrique de l'Ouest.
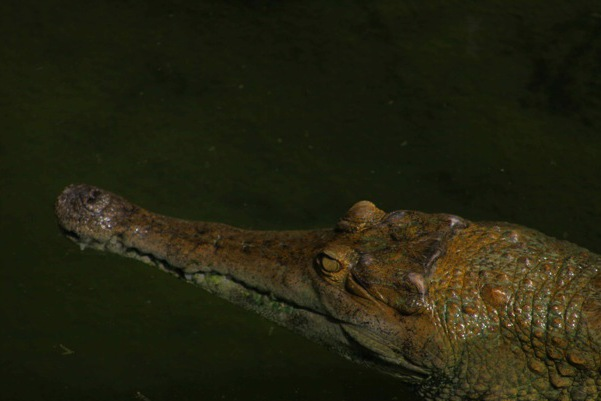
Faux gavial africain.
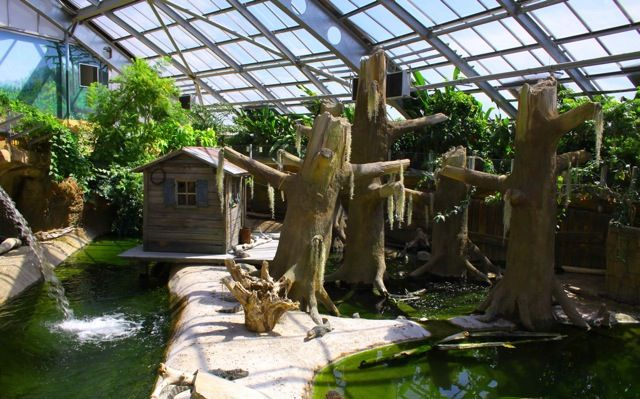
Bassin Louisiane.
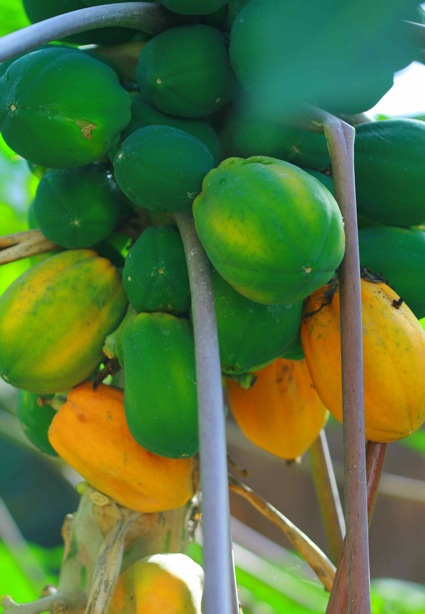
Papayes.
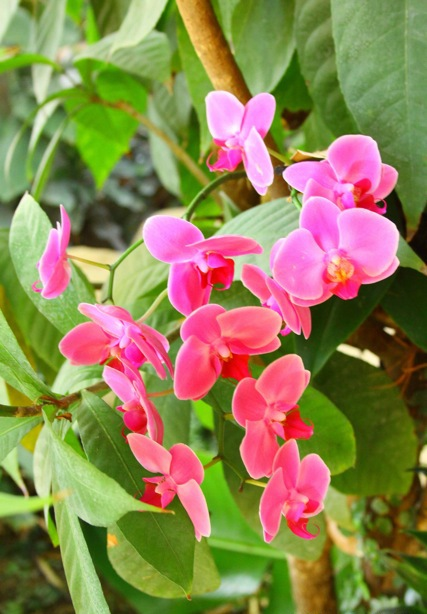
Orchidée papillon.